# Nzante Spee
Sunday Nzante Spee (Mbem, 1953 – Washington, 25 de mayo de 2005) pintor camerunés.
De adolescente, realizaba pinturas y decoraciones en fachadas. De 1976 a 1982, estudió en las escuelas de bellas artes en Nigeria y Costa de Marfil. 
A pesar de la dificultad de ganarse la vida como artista en Camerún, decidió establecer un taller y un centro de formación en Bamenda, el Spee Art Center, donde pudo vivir de su arte e influenciar a otras generaciones. 
Su estilo, que va desde el cubismo al surrealismo y hacia una caricatura ingenua pero cargada de humor provocador, culmina en un mundo pictórico donde estas expresiones se entremezclan en una estética calificada de melting age.